# Pavel Schmidt (Ruderer)

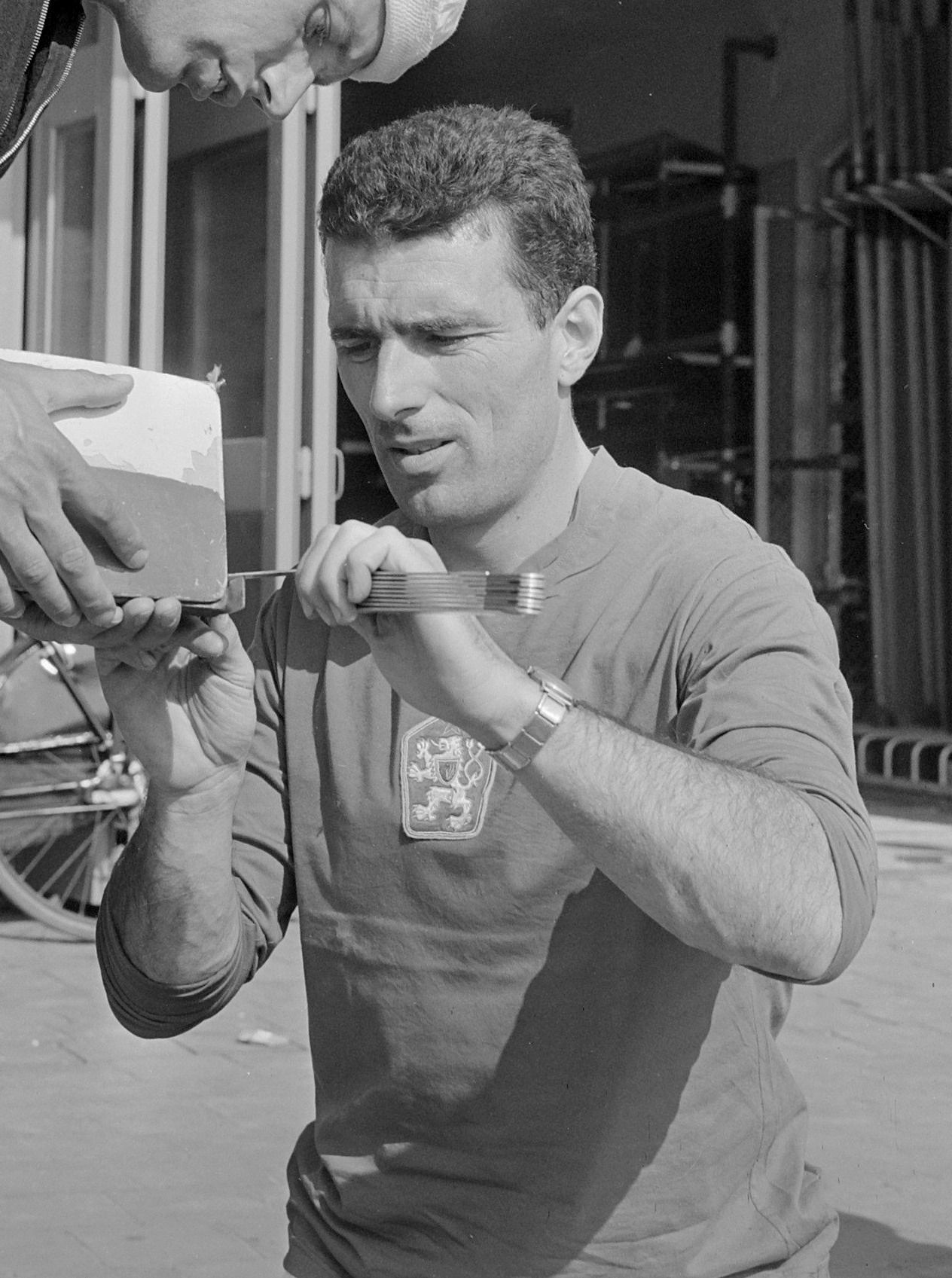
Pavel Schmidt, 1964

Pavel Schmidt (* 9. Februar 1930 in Bratislava; † 14. August 2001 in Magglingen) war ein tschechoslowakischer Ruderer. 
Václav Kozák und Pavel Schmidt erreichten bei den Ruder-Europameisterschaften 1959 im Doppelzweier den zweiten Platz hinter den sowjetischen Olympiasiegern von 1956 Alexander Berkutow und Juri Tjukalow. Bei den Olympischen Spielen 1960 gelang es Kozák und Schmidt bereits im Vorlauf, den sowjetischen Doppelzweier zu besiegen. Nachdem sich Berkutow und Tjukalow über den Hoffnungslauf für das Finale qualifiziert hatten, siegten Kozák und Schmidt im Finale mit drei Sekunden Vorsprung vor dem sowjetischen Doppelzweier. Bei den Ruder-Europameisterschaften 1961 siegten Berkutow und Tjukalow zum fünften Mal; hinter dem britischen Zweier erhielten Kozák und Schmidt die Bronzemedaille.
Der 1,80 m große Schmidt war nach seiner Promotion als Psychiater tätig. Sein gleichnamiger Sohn Pavel Schmidt ist ein Schweizer Künstler.